# Regional-Express

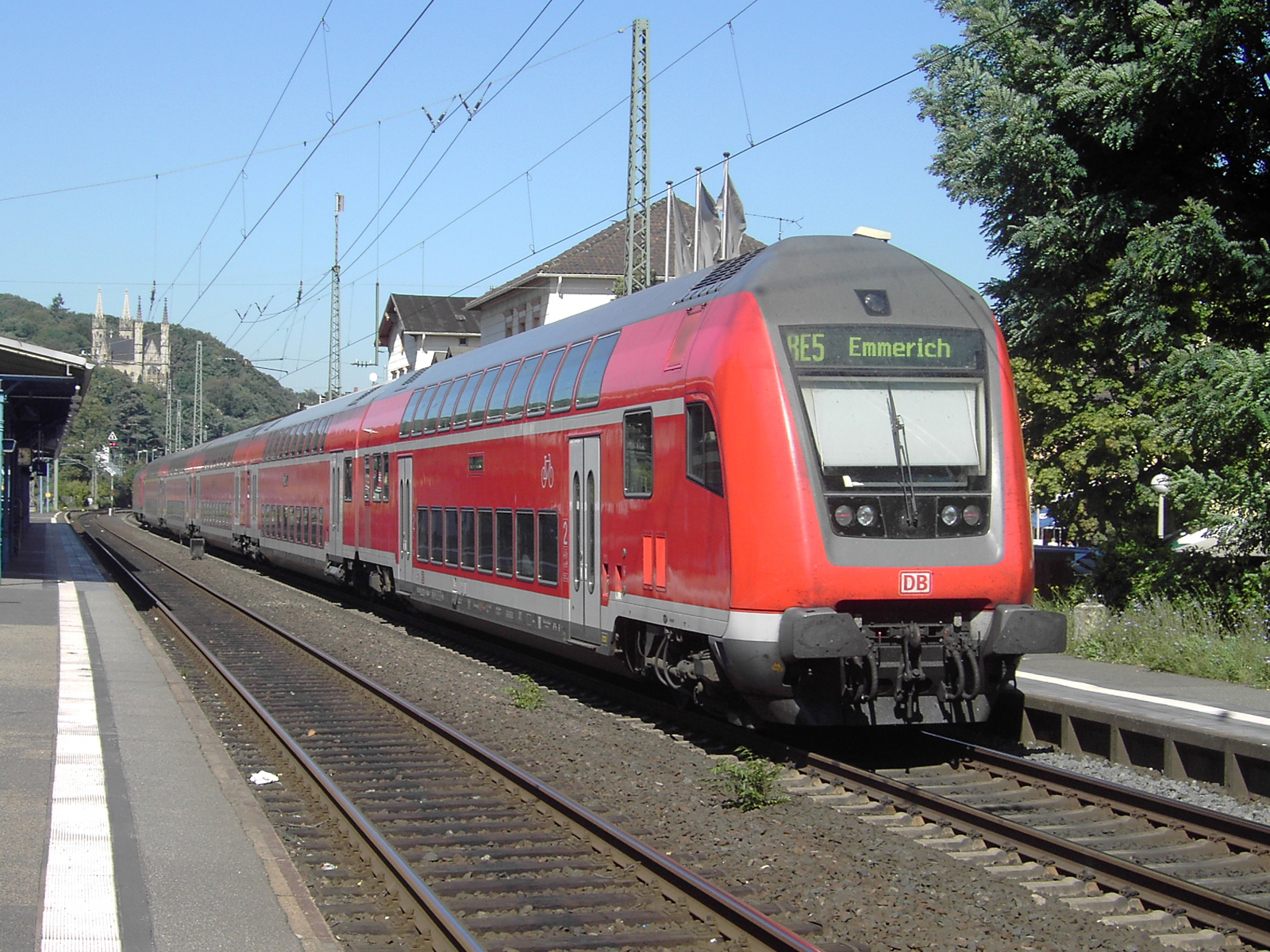
Regional-Express в Ремагене

Regional-Express (RE в Германии, REX в Австрии) — категория железнодорожных поездов в Германии, Австрии и Люксембурге. В Швейцарии для обозначения поездов данной категории используется термин RegioExpress. В Германии Regional-Express в 1994 году заменили «спешные» поезда местного сообщения категории E, в Австрии - в 2006 году поезда категорий E и SPR. Regional-Express служат для связи крупных городов региона между собой и обеспечивания его связи с сетью поездов дальнего следования. От Regionalbahn поезда данной категории отличаются большей скоростью и увеличенным расстоянием между остановками, однако не достигают скорости InterCity.
Подавляющее большинство поездов этого типа в настоящее время находятся под управлением DB Regio, хотя земли могут отдавать маршруты их следования любым операторам. Некоторые операторы поддерживают поезда, аналогичные Regional-Express, однако под собственными брендами. Большинство линий Regional-Express обслуживаются каждые 1 или 2 часа и имеют номера, а иногда и названия. В подавляющем большинстве случаев применяются поезда из двух-девяти двухэтажных вагонов с одним локомотивом и вагоном с кабиной на другом конце поезда. В поезде всегда есть вагон для провоза велосипедов, обычно это головной вагон. Как и в большинстве остальных немецких поездов, присутствуют салоны первого и второго класса. Тарифы на проезд в RE аналогичны тарифу на RB — Regionalbahn (тарифный план C), то есть немного дешевле, чем на InterCity. Обычно возможна оплата в поезде кондуктору, но это дороже, чем покупка билета заранее. Кроме того, существует много предложений от DB на билеты на региональные поезда, такие как проездные в пределах одной федеральной земли или билеты выходного дня. Использование таких предложений позволяет снизить цену проезда в несколько раз.

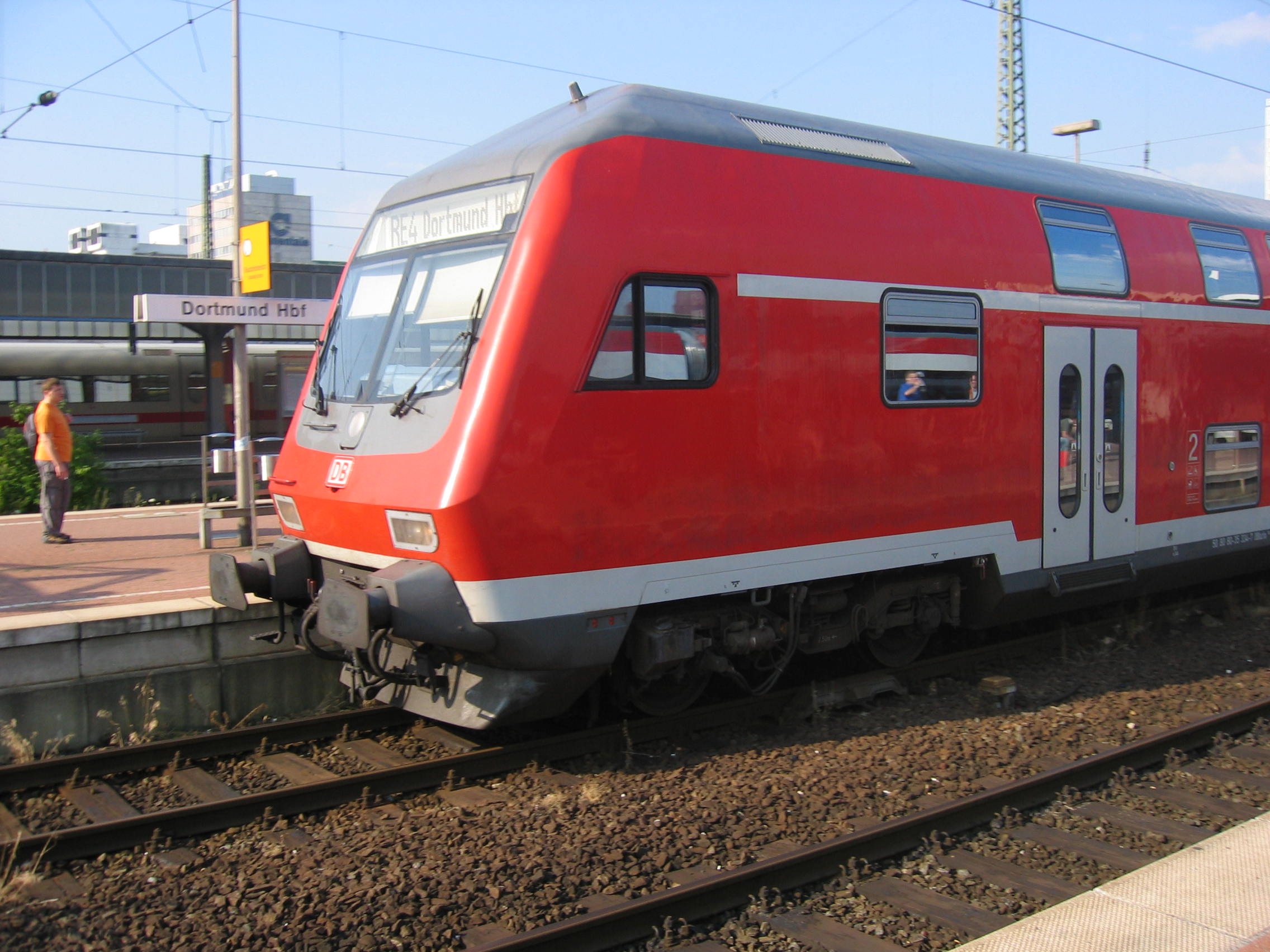
RE 4 (Северный Рейн — Вестфалия) на вокзале Дортмунда

Первым аналогом RE являлся появившийся в 1980-е скоростной региональный поезд (нем. RegionalSchnellBahn, RSB). После того как в конце 1990-х DB Fernverkehr отменила маршруты InterRegio, они были переняты DB Regio и при помощи доплат земель заменены линиями Regional-Express и Interregio-Express (в Баден-Вюртемберге). В связи с этим появились линии, на которых общее время пути превышает 6 часов, например баварско — богемский экспресс (нем. Bayern-Böhmen-Express) Мюнхен — Прага (около 6 часов) или четырёхземельный экспресс (нем. Vier-Länder-Express) Мюнхен — Лейпциг.
В настоящий момент ведутся работы по созданию новой транспортной системы в Северном Рейне—Вестфалии — Рейн-Рур-Экспресс (RRX) — которая призвана заменить региональный экспресс, осуществляя пассажирские перевозки с интервалом меньшим, чем у RE, но за ту же стоимость.

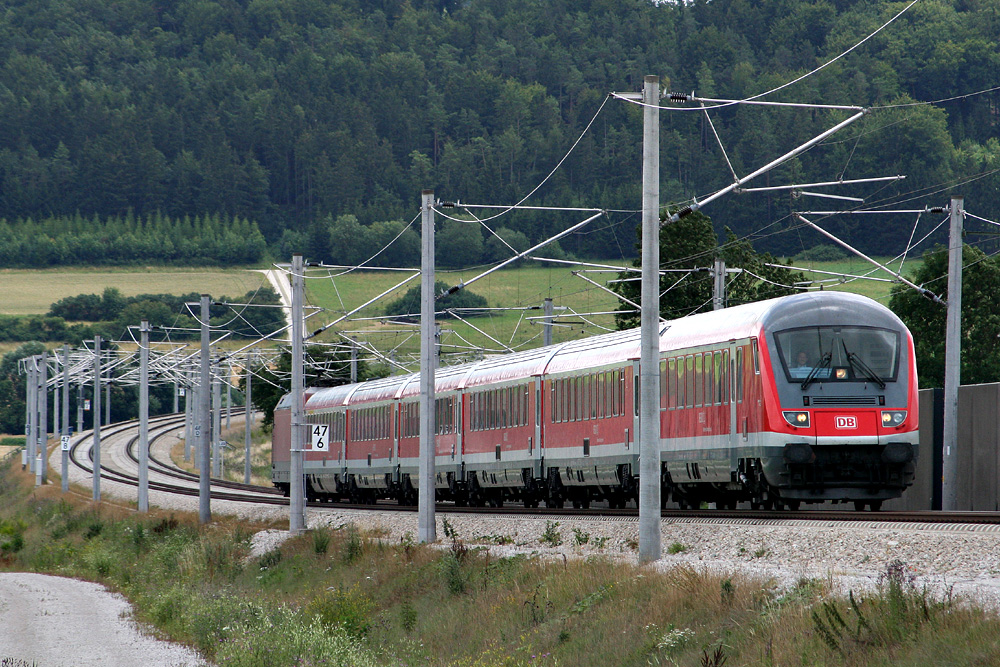
Мюнхен-Нюрнберг-Экспресс в пути

В 2001—2002 годах на линии Кёльн — Эммерих курсировали Regional-Express, составленные из вагонов IC и развивавшие на участке Кёльн — Дуйсбург скорость до 200 км/ч. С декабря 2006 года на новом участке Нюрнберг — Ингольштадт — Мюнхен курсируют RE, также составленные из вагонов IC, которые на всем протяжении могут достигать скорости 200 км/ч и являются самыми быстрыми поездами такого типа в Германии.